# Wegegebot

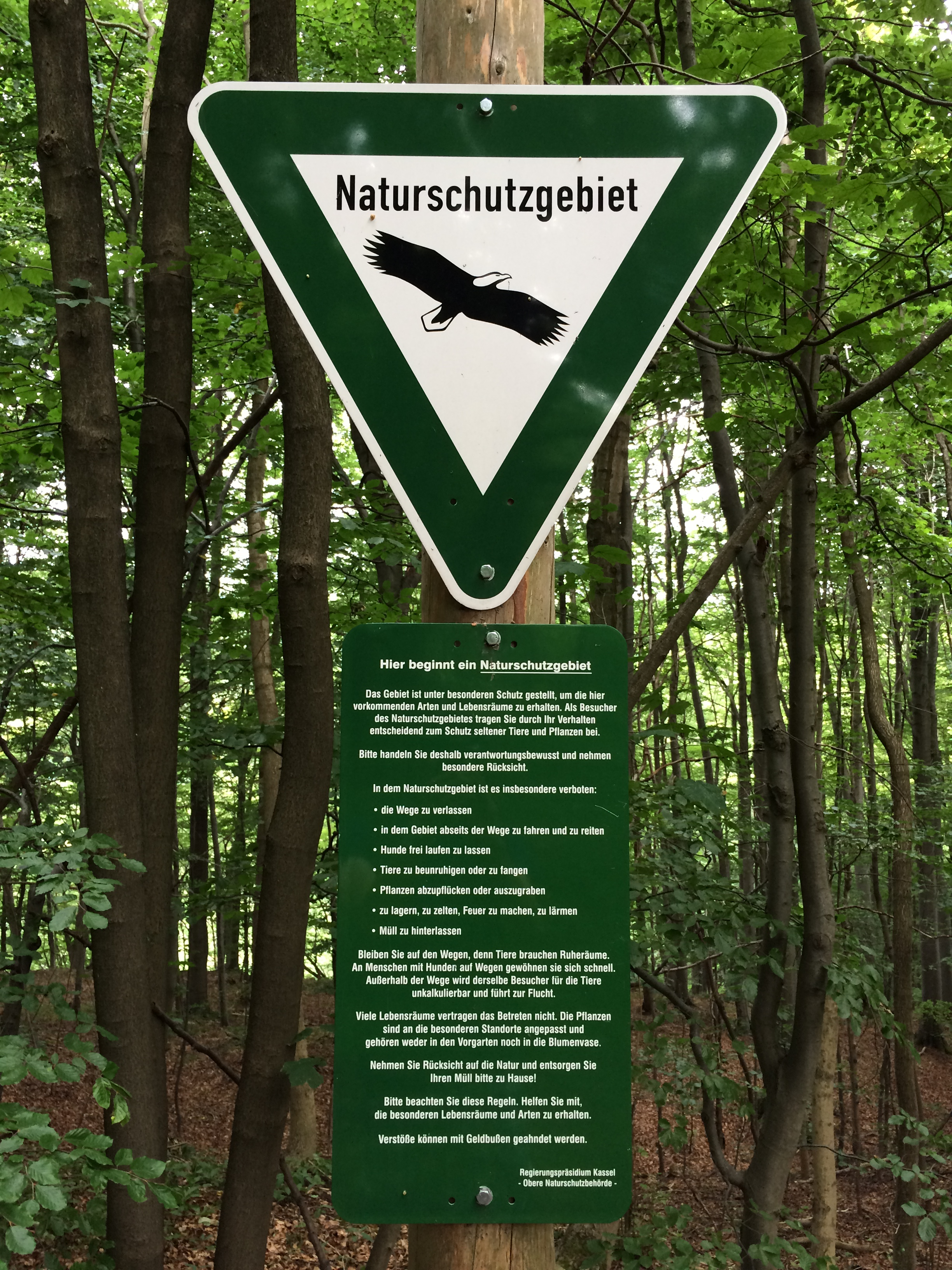
Ausgeschilderte Auflage an einem Naturschutzgebiet in Hessen: „[...] In dem Naturschutzgebiet ist es insbesondere verboten: die Wege zu verlassen [...]“. (2015)

Wegegebot bezeichnet die Auflage, innerhalb eines bestimmten Gebietes, insbesondere in einem Schutzgebiet des Natur- und Landschaftsschutzes, ausschließlich die ausgewiesenen Straßen und Wege zu benutzen. Es dient dort dem Schutz gefährdeter Tier- und Pflanzenarten. In einigen Gebieten soll es auch vor Erosionen bei empfindlicher Bodenbeschaffenheit wie u. a. in Dünengebieten oder auf Gebirgshängen schützen.
In den Landesnaturschutzgesetzen Deutschlands finden sich dafür Formulierungen wie beispielsweise „Das Naturschutzgebiet darf außerhalb der Wege nicht betreten werden.“ in Niedersachsen.